# Поверхностное дыхание
Поверхностное дыхание — дыхание, свойственное при приступах многих острых заболеваний дыхательной и сердечной системы. Оно появляется при пневмотораксе или эмфиземе лёгких, а также при сердечных приступах. Человеку больно вдохнуть полной грудью, из-за острой и колкой боли в грудной клетке, поэтому и возникает поверхностное дыхание, оно помогает не нарушать газообмен и не испытывать сильной боли.
Также в некоторых случаях, поверхностное дыхание может возникать при некоторых невротических состояниях (истерический приступ).
При данном виде дыхание снижается сатурация (насыщение кислородом) крови.
При разных типах дыхания также снижается или повышается активность дыхательного центра головного мозга человека.